# James Kelly (crimpador)
James Kelly, más conocido como "Shanghai" Kelly, fue un crimpador estadounidense del siglo XIX que secuestraba hombres y los obligaba a trabajar en barcos mercantes. Los términos " crimpado" y " shanghaizado" se utilizan para describir este tipo de trabajo. Kelly lucía una barba rojiza y tenía un temperamento feroz a juego. Una figura legendaria en la historia de la ciudad de San Francisco, Kelly era conocido por su don de suministrar o "transportar" hombres a barcos con personal insuficiente.
Kelly regentaba una casa de huéspedes en San Francisco, según se informó de diversas formas, en la calle Pacific o en la calle Broadway. También dirigió varias tabernas y bares, incluida la Boston House, en la esquina de las calles Davis y Chambers, cerca del paseo marítimo. También dirigió un saloon y una pensión en el n.º 33 Pacific entre las calles Drumm y Davis. Estos negocios servían como tapaderas que proporcionaron a Kelly un suministro constante de víctimas.
A principios de la década de 1870, se informó que Kelly había transportado a 100 hombres para tres barcos con personal insuficiente en una sola noche. Al alquilar el barco de vapor Goliath, anunció que organizaría a bordo una fiesta con bebida gratis para celebrar su "cumpleaños" y para dar las "gracias" a sus compañeros crimpadores y captadores de víctimas que lo habían ayudado a lo largo de los años. Después de salir del puerto, sus cantineros sirvieron whisky mezclado con opio a sus invitados, quienes luego fueron descargados a los barcos que esperaban. Su mayor preocupación, regresar de un evento muy publicitado con un barco sin juerguistas, se vio aliviada por un golpe de suerte, cuando se enteró de que el Yankee Blade había golpeado una roca y se estaba hundiendo en la bahía. Después de rescatar a todos los náufragos, simplemente reanudó la celebración, y los que estaban en el muelle no se dieron cuenta de su regreso sin los embarcados iniciales.

## En la ficción
El actor Robert Taylor interpretó a Kelly en el episodio de 1967 "Shanghai Kelly's Birthday Party" de la serie de televisión sindicada Death Valley Days, que también presentó Taylor.
La banda de música irlandesa Gaelic Storm lanzó una canción sobre Kelly, titulada "Shanghai Kelly", en el álbum de 2017 Go Climb a Tree.